# Гимараис
Гимараис (порт. Guimarães), или Гимараиш, је значајан град у Португалији, смештен у њеном северном делу. Град је у саставу округа Брага, где чини једну од општина.
Гимараис је имао веома важну улогу у раној историји Португалије, па га називају и „градом-колевком португалске државности“.
Старо језгро Гимараиса је под заштитом УНЕСКО-а као светска баштина од 2001. године као изванредно сачуван пример развоја средњовековног средишта у савремени град богат архитектонском културном баштином од 15. до 19. века која је сачувала старе материјале и поступке градње. У складу са датим Гимараис ће, заједно са Марибором, бити Европска престоница културе 2012. године.
Овде се налази фудбалски клуб Виторија Гимараис.

## Географија
Град Гимараис се налази у северном делу Португалије. Од главног града Лисабона град је удаљен 365 km северно, а од Портоа град 55 km североисточно.
Рељеф: Гимараис се налази у брдском подручју северозападног дела Иберијског полуострва, познатом као Мињо. Планинско подручје Марао издиже се источно од града. Надморска висина града је 180–200 m.
Клима: Клима у Гимараису је блага умерено континентална клима са значајним утицајем Атлантика и Голфске струје (велике количине падавина).
Воде: Гимараис лежи на речици Пењи, која протиче јужним ободом града.

## Историја
Подручје града насељено још у време праисторије. Постоје налази о људском присуству на овим просторима још од бронзаног доба, најзначајнији споменик из праисторије је цитадела Castro de Briteiros, која је најзначајнији споменик келтске културе у Португалији. Дати простор у 1. веку п. н. е. гард осваја Стари Рим. Староримски Трајанов олтар је надгробни споменик посвећен цару Трајану из 2. века који се налази у оближњем селу Калдас Таипас.
Гимараис је под називом Вимаранес у 9. веку (868. г.) основао Вимара Перес, као седиште подручја повраћеног од Арапа Мавара, новооснованог војводства Портукаленсе, које ће у 12. веку постати Португалија. Због тога га Португалци зову и "Град-колевка". Хенрик Бургундски, војвода Португалије, је 1095. године основао Друго португалско војводство (Кондадо Портукаленсе), а његов син, Алфонс I Португалски, који је рођен у Гимараису 25. јула 1109. године, је прогласио независност овог војводства од Леонског краљевства након битке за Сао Мамеде (1128. г.) коју је водио против своје мајке Терезе Леонске и њеног љубавника Фернаоа Переса де Траве.
Од 15. веку Гимараисом су владали војводе од Брагансе, а град је за време Марије II Португалске, 1853. године, добио градска права и самосталност. Тада је град уређен у модерном урбанистичком плану, према начелима симетрије и хигијанским условима. Средњовековне зидине су срушене, а отворене су широке авеније и улице (Мартинс Сарменто Ларго, Ларго Кондеса до Јункал и алеје Св. Дамасуса), а језеро из 17. века Ларго да Мисерикордија је преименовало у Ларго Жоао Франко.
Током 20. века град је нагло индустријализован, па је данас једно од привредно најважнијих градова у држави.

## Становништво
Гимараис је по броју становника 13. град у Португалији.
Еволуција раста популације Гимараиса (1864—2001):

## Знаменитости
Грађевине и друге знаменитости су углавном у историјском средишту (Стари град), као што су :
- Дворац (Castelo) је старо римско утврђење које је половином 10. века, по налогу галицијске грофице Мумадоне, преуређена како би заштитила град и самостан од напада Нормана и Арапа. Овде је 1109. године рођен Афонсо I Португалски, а од 1140. год. прва престоница Португала, подручја између Минхоа и Тагуса. Дворац је један од најбоље сачуваних римских утврђења у Португалу. Састоји се од утврђених зидина са торњевима на угловима око релативно малог троугластог дворишта. Највиша кула Torre de Menagem има висину од 27 м. Краљевска породица Салазар је напустила дворац 1940-их.
- Црква св. Михаила (São Miguel Capela do Castelo) се налази у близини Дворца. Потиче из раног 12. века, где је 1111. год. крштен први португалски краљ Афонс I. На улазу се налази реплика изворне крстионице, чији се оригинал сада налази у Госпиној цркви у граду (Igreja de Nossa Senhora da Oliveira). Изнутра је слабо осветљена и оставља суморан утисак, а занимљиви су бројни гробни споменици уграђени у под цркве.
- Кнежевска палата (Пацо дос Duques де Браганçа) из 1420. год. Афонса I. Португалског изграђена је по француском моделу у норманско-бургундком стилу и једно је од најлепших престоница из 15. века. 1960-их је Салазар, уз њу изградио просторије за службене државне посете.
- Кип Афонса I. Португалског у дворишту палате је направио кипар Антонио Соарес дос Реис 1887. године.
- Ларго до Брасил (Largo do Brasil) је једно од најлепших места у граду. На свом југоисточном крају има барокну цркву Igreja dos Santos Passos из 1769. год.
- Ту су још и знамените палате Paco dos Duques и Palacio de Vila Flor Guimarães.

У Гимараису су три главна музеја међународног културног значаја: Museu Alberto Sampaio (сакралне уметности),  Museu de Arte Moderna Primitiva (модерне наивне уметности) и Museu da Socidedade Martins Sarmento..

## Градови пријатељи
Гимараис је побратимљен са следећим градовима:
| - Лондрина, Бразил (1987) - Ме-Зочи, Сао Томе и Принципе (1989) - Брив ла Гајар, Француска (1992) - Игуалада, Шпанија (1994) - Такоронте, Шпанија (1996) - Рио де Жанеиро, Бразил (1998) | - Кајзерслаутерн, Немачка (2000) - Колонија дел Сакраменто, Уругвај (2000) - Компјењ, Француска (2004) - Туркоан, Француска (2007) - Рибеира Гранде де Сантијаго, Зеленортска Острва (2007) - Плевен, Бугарска |

## Галерија
- Палата војвода од Брагансе (15. в.)
- Кип Алфонса I. Португалског
- Museu Alberto Sampaio
- Госпина црква на тргу Оливеира
- Стари Град
- Ларго до Брасил
- Поглед на град са дворца
- Тоурал осветљен ноћу